# Nyctemera cydippe
Nyctemera cydippe är en fjärilsart som beskrevs av Gustav Weymer 1885. Nyctemera cydippe ingår i släktet Nyctemera och familjen björnspinnare. Inga underarter finns listade i Catalogue of Life.